# 2056
2056 م هي سنة كبيسة تبدأ يوم السبت حسب التقويم الغريغوري.